# Kłodawa (Powiat Gorzowski)
Kłodawa (deutsch Kladow, früher auch Cladow) ist ein Dorf in der polnischen Woiwodschaft Lebus im Powiat Gorzowski. Der Ort ist Sitz der Landgemeinde Kłodawa.

## Geschichte

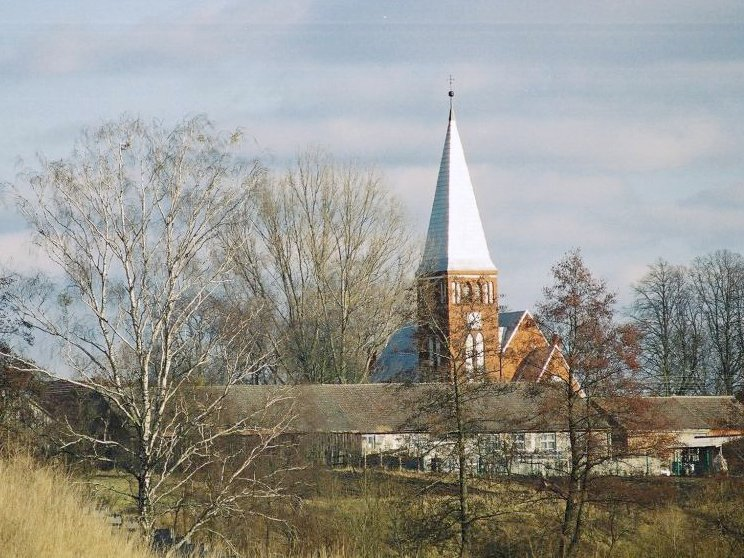
Die Dorfkirche von Kłodawa

Bis 1945 war Kladow eine Gemeinde im Landkreis Landsberg (Warthe). Nach dem Ende des Zweiten Weltkrieges wurde der Ort durch das Potsdamer Abkommen der polnischen Verwaltung unterstellt und die deutsche Bevölkerung vertrieben. Seitdem trägt der Ort den Namen Kłodawa.

## Einwohnerentwicklung von Kłodawa (Kladow)
| Jahr          | 1801 | 1895  | 1939  | 2007  |
| Einwohnerzahl | 475  | 1.015 | 1.051 | 1.762 |